# Мессьє 3
Кулясте скупчення M3 (також відоме як M3, NGC  5272
) — кулясте скупчення в сузір'ї Гончих Псів.
Це скупчення — одне з найбільших і найяскравіших. Воно складається з більш ніж 500 тисяч зірок. Скупчення знаходиться на відстані 33 900 світлових років від Землі та 40 000 св.р. від центра Галактики, у галактичному гало (приблизно за 33 000 св.р. від галактичної площини). Скупчення обертається навколо центра Галактики орбітою із ексцентриситетом 0,55; апогалактична відстань — 66 000 св.р., перігалактична — 22 000 св.р. Вік скупчення — понад 5 млрд років.

М3 надзвичайно багате на змінні зорі: у ньому знайдено 212 змінних. Це більше, ніж у будь-якому іншому скупченні нашої Галактики. Для 187 з них визначено період змінності. Більшість з них (щонайменше 170) — змінні типу RR Ліри. Саме завдяки їм визначено відстань до скупчення. Також воно містить порівняно велику кількість так званих блакитних приблуд — блакитних зір головної послідовності, що є порівняно молодими, як вважається — набагато молодшими за решту населення зоряного скупчення.

## Історія відкриття
Було відкрито Шарлем Мессьє в 1764. Окремі зорі вперше виділив Вільям Гершель 1784 року.

## Спостереження

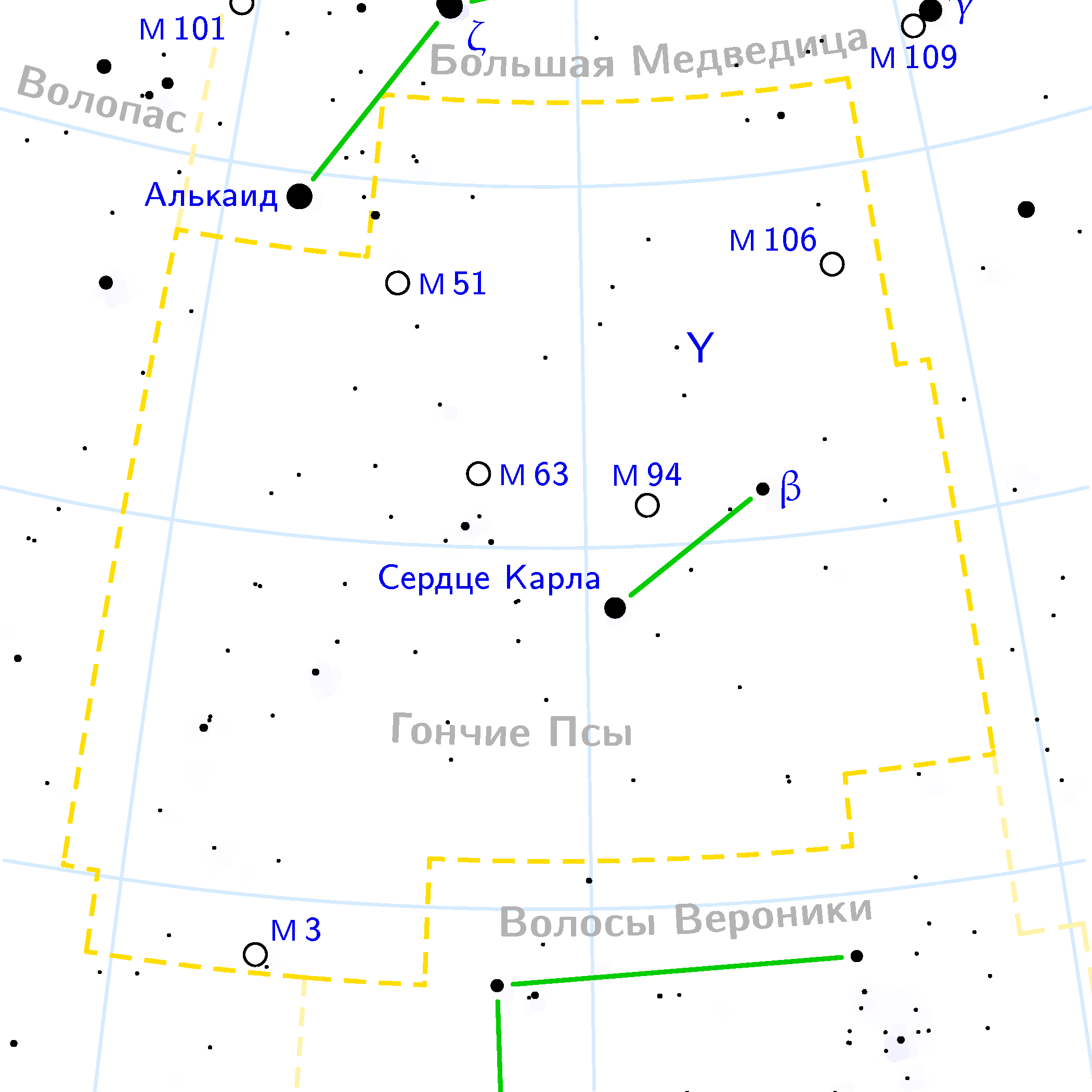
М3 в сузір'ї Гончих Псів

Найкращий час для спостережень кулястого скупчення М3 — весна й літо. Його видима зоряна величина 6,4 m, що за умов ясного безмісячного неба та далеко від міст дозволяє бачити його неозброєним оком. Скупчення легко знайти вже в бінокль, навіть на досить світлому приміському небі (на пів-шляху від α Гончих Псів до яскраво помаранчевого Арктуру — α Волопаса). При апертурі телескопа від 100 мм і збільшенні 100х розбивається на зірки (особливо по краях), помітно, що форма скупчення не ідеально кругла. У 150 мм телескоп вже виглядає кулею з майже сотнею зірок. У 200 мм стають помітними провали між зірками в периферійних зонах. У 275 мм виглядає як величезна і волохата зоряна купа.

### Сусіди по небу з каталогу Мессьє
- М53 — (на південний захід, у Волоссі Вероніки);
- М64 — (на південний захід, у Волоссі Вероніки) галактика «Чорний Око»;
- М63 і М94 — (на північний захід, у Гончих Псах) досить яскраві галактики;
- М51 — (на північ, у Гончих Псах) подвійна галактика «Вир».

### Последовательность наблюдения в «Марафоне Мессье»
…М94 → М106 → М3 → М53 → М64…

## Навігатори
| ◄ NGC 5268 \| NGC 5269 \| NGC 5270 \| NGC 5271 \| NGC 5272 \| NGC 5273 \| NGC 5274 \| NGC 5275 \| NGC 5276 ► |

Координати:  13г 42м 11.23с, +28° 22′ 31.6″